# Палютин, Евгений Андреевич
Евгений Андреевич Палютин (30 сентября 1945, Хабаровск — 9 ноября 2018, Новосибирск) — советский и российский математик, доктор физико-математических наук, профессор, известный учёный сибирской школы алгебры и логики. Число Эрдёша — 4.

## Биография
Евгений Андреевич Палютин родился 30 сентября 1945 г. в Хабаровске.
В 1964 г. окончил Хабаровский электротехникум связи и поступил на первый курс Новосибирского электротехнического института.
В 1965 г. был переведён на первый курс Новосибирского государственного университета, и в 1970 г. окончил университет по специальности «математика».
С 1970 по 1973 г. был аспирантом Института математики СО АН СССР. В 1973 г. защитил кандидатскую диссертацию, в 1987 г. — докторскую.
В 1991 году утверждён в учёном звании профессора.
С 1973 по 1989 г. работал научным сотрудником, а затем с 1989 по 2018 г. — заведующим лабораторией алгебраических систем Института математики им. С. Л. Соболева СО РАН.
С 1972 по 2017 г. работал на кафедре алгебры и математической логики Новосибирского государственного университета (с 1972 г. — ассистентом, с 1981 г. — доцентом, с 1988 г. — профессором).
Евгений Андреевич Палютин был крупным специалистом в области теории моделей. Им внесён определяющий вклад в развитие ряда направлений теории классификаций, находящихся на стыке алгебры и математической логики.
Он автор более 110 научных работ, опубликованных в ведущих российских и зарубежных издательствах. Среди них — написанное в соавторстве с академиком Ю. Л. Ершовым классическое учебное пособие «Математическая логика», выдержавшее шесть изданий в России и переведённое на английский и испанский языки; дополнительная глава в «Справочной книге по математической логике», в которой собраны основные результаты по спектрам и структурам моделей полных теорий.
Похоронен на Южном кладбище Новосибирска (квартал 24).

## Научная деятельность
Евгением Андреевичем Палютиным получено описание категоричных универсалов, категоричных квазимногообразий, функций спектров хорновых теорий и квазимногообразий, установлен ряд глубоких результатов, относящихся к теории групп и теории модулей, основана и развита коммутативная теория моделей.
Начиная с 2001 г., результаты Е. А. Палютина восемь раз включались список важнейших научных достижений Института математики. В 2001 г. им доказана определимость типов для {\displaystyle E^{*}}-стабильных теорий. Этот результат обобщает известную теорему Шелаха об определимости типов для стабильных теорий и подтверждает гипотезу Б.~Пуаза об определимости типов над любыми {\displaystyle P}-множествами в {\displaystyle P}-стабильных теориях. В 2002 г. доказана замкнутость операции элементарных пар для следующих классов полных теорий: примитивно нормальные; аддитивные, антиаддитивные и примитивно связные. Отсюда вытекает {\displaystyle P}-стабильность класса примитивно связных теорий, что обобщает известный результат Баура-Циглера о стабильности полных теорий модулей. В 2003 г. доказана определимость класса o-минимальных и слабо o-минимальных теорий через {\displaystyle E^{*}}-стабильность. В 2004 г. найдена полная характеризация стабильно определимых классов полных теорий. В 2009 г. получены необходимые и достаточные условия существования структурной теории для Фреше-замкнутых классов. В 2010 г. разработана структурная теория категоричных хорновых классов. В частности, доказана модельная полнота теорий этих классов. В 2013 г. описаны абелевы группы, теории которых являются {\displaystyle P}-стабильными для основных типов подгрупп. В 2014 г. полностью описаны все {\displaystyle P}-спектры абелевых групп для основных типов подгрупп {\displaystyle P}.
Научные труды Е. А. Палютина хорошо известны как отечественным специалистам, так и за рубежом. Он многократно выступал с докладами на всесоюзных и международных конференциях по алгебре и математической логике, а также по приглашениям в зарубежных математических центрах Германии, Казахстана, США, Франции.
Е. А. Палютиным подготовлено 10 кандидатов наук и 3 доктора наук в области теории моделей. Много лет он участвовал в создании и развитии Казахстанской теоретико-модельной школы.

## Основные публикации
- Ершов Ю.Л., Палютин Е.А. Математическая логика. — М.: Наука, 1987. — 336 с.
- Справочная книга по математической логике. Часть 1. Теория моделей. (Handbook of Mathematical Logic, 1977). Дополнительная глава. Спектр и структура моделей полных теорий. С. 320—388. Редактор: Дж. Барвайс. Перевод с английского: С. С. Гончаров, В. Д. Дзгоев, К. Ф. Самохвалов, Д. И. Свириденко. Редакторы: Ю. Л. Ершов, Е. А. Палютин, А. Д. Тайманов. (Москва: Издательство «Наука»: Главная редакция физико-математической литературы, 1982)
- Palyutin, E.A.; Taitslin, M.A. (2001), Stable and unstable theories, in Hazewinkel, Michiel (ed.), Encyclopedia of Mathematics (англ.), Springer, ISBN 978-1-55608-010-4

## Награды и премии
- Заслуженный ветеран СО РАН
- к 275-летию Академии наук награждён Почётной грамотой РАН и профсоюза работников РАН
- почётный профессор Евразийского национального университета (Астана, Казахстан) (2005)
- Лауреат премии Правительства Российской Федерации в области образования за цикл трудов «Концепция формирования логико-математического образования в высшей школе» (2010)[3]